# Portunion conformis
Portunion conformis är en kräftdjursart som beskrevs av Muscatine 1956. Portunion conformis ingår i släktet Portunion och familjen Entoniscidae.
Artens utbredningsområde är Kalifornien. Inga underarter finns listade i Catalogue of Life.